# Ист Малинокит (Мејн)
Ист Малинокит (енгл. East Millinocket) насељено је место без административног статуса у америчкој савезној држави Мејн.

## Демографија
По попису из 2010. године број становника је 1.567, што је 134 (-7,9%) становника мање него 2000. године.
| Група             | 2000.         | 2010.         |
| Белци             | 1.670 (98,2%) | 1.520 (97,0%) |
| Афроамериканци    | 0 (0,0%)      | 4 (0,3%)      |
| Азијати           | 4 (0,2%)      | 2 (0,1%)      |
| Хиспаноамериканци | 5 (0,3%)      | 13 (0,8%)     |
| Укупно            | 1.701         | 1.567         |